# 盧克冰川
65°42′S 64°2′W / 65.700°S 64.033°W
盧克冰川（英語：Luke Glacier）是南極洲的冰川，位於葛拉漢海岸，全長28公里，最終注入勒魯灣，在1909年由法國探險隊發現，現時由南極條約體系管理。